# 마이클 리모인 케네디
마이클 리모인 케네디(영어: Michael LeMoyne Kennedy, 1958년 2월 27일 ~ 1997년 12월 31일)는 미국의 변호사, 사업가, 그리고 활동가였다. 그는 로버트 F. 케네디와 에델 케네디의 11명의 자녀들 중 여섯째였다. 케네디는 또한 비영리단체 시티즌 에너지의 매니저로 일했다. 그는 1997년 콜로라도주 애스펀에서 나무에 부주의하게 스키를 탄 후 사망했다.

## 같이 보기
- 케네디가
- 케네디가의 저주